# Blabomma
Blabomma là một chi nhện trong họ Dictynidae.